# Вулиця Остроградського (Полтава)
Вулиця Остроградського — вулиця у Полтаві, пролягає від вулиці Монастирської до вулиці В'ячеслава Чорновола. Названа у 1951 році на честь Остроградського Михайла Васильовича (1801—1861) — математика, академіка Петербурзької АН (з 1830 року) та кількох іноземних академій.
Вулицю майже повністю займають три корпуси Полтавського державного педагогічного університету імені В. Г. Короленка, і тільки наріжна частина вулиці зайнята боковими частинами і дворами будинків по вулицях Монастирській та Чорновола.
У 2001 році біля корпусу № 3 педагогічного університету встановлено пам'ятник Михайлу Остроградському на честь 200-річчя від дня народження математика. Також на фасаді цього корпусу відкрита меморіальна дошка загиблим студентам та працівникам Полтавського державного педагогічного університету у роки Великої Вітчизняної війни.